# Haaksbergen
Haaksbergen là một đô thị và thị xã ở phía đông Hà Lan, ở tỉnh Overijssel, vùng Twente.

## Các trung tâm dân cư
- Buurse
- Haaksbergen
- Sint Isidorushoeve

## Cư dân nổi tiếng
- Bram Tankink
- Harm van Oosterom
- Thomas Berge